# Cubocephalus inhabilis
Cubocephalus inhabilis là một loài tò vò trong họ Ichneumonidae.